# 田中貴志
田中 貴志（たなか たかし、1963年12月12日 - ）は、広島市中区鉄砲町出身のキーボーディスト・音楽プロデューサー・飲食店経営者。本名同じ。愛称は「TAKA」。血液型はA型。現在は「THE BOPS」（ザ・バップス）のリーダー/キーボード/ボーカル。

## 略歴
- 1977年 - 中学2年の頃、矢沢永吉に憧れ、キャロルのコピーバンドを結成。初ライブを行う。
- 1988年 - RCAの音楽プロデューサーとなる。広島平和音楽祭に出演。
- 1989年 - ライブハウス広島ケントス「LUCKY LIPS」にてデビュー。バンドリーダー、キーボード担当。
- 1994年 - ライブハウス「広島ケントス」のプロデューサーとなる。
- 1995年 - ビクターエンタテインメントより「Dear Old Music」をリリース。
- 1999年 - アルバム「Razzle Dazzle Puzzle」をリリース。
- 2000年 - バンド「THE BOPS」を結成（バンドリーダー、キーボード担当）。
- 2005年 - 5月24日 - 自身がオーナーのお好み焼き店「貴楽亭」オープン。
- 2005年 - ラジオ「曜子とTOCOの口八丁手八丁」に出演開始。
- 2007年 - ひろしまフラワーフェスティバル「ホップステージ」に2010年まで4年連続出演。中国新聞社の文化教室の音楽講師を務める。
- 2010年 - FMちゅーピー「田中貴志の I Love Music」に出演開始。
- 2012年4月1日 - 自身がオーナーのお好み焼き店「たかちゃん」をお好み村にオープン。

### 追記
- デビュー当時は地方公演を年間150本以上こなしていた。
- 現在は広島のライブハウス等にて年間約100本以上ステージに出演、
- ディナーショーなど精力的なライヴ活動も行なっている。
- 趣味は野球観戦、ゴルフ、写真。
- 広島東洋カープの大ファンで自身のラジオ番組などでよく話題にしている。

## テレビ出演
- 日本テレビ 24時間テレビ 「愛は地球を救う」
- RCC 神様の宿題 週間パパたいむ
- 広島テレビ テレビ宣言
- 山口ケーブルテレビ「オールディーズ・カーニバル」
- 西区民祭り 広島サンプラザ大ホール
- 広島市成人式 広島サンプラザ大ホールにて中山秀征と共演

## ラジオ出演
- RCC「なんでもジョッキー」
- FMちゅーピー
  - 「炎の鉄板」ゲスト出演
  - 「曜子とTOCOの口八丁手八丁」（月〜金　9:00-10:45）
  - ひろしまフラワーフェスティバル公開生放送(2007-2010)
- 「貴ちゃんの I love oldies」
- 「広島すまいるパフェ」ゲスト出演
- 「イニミニ☆Radio!!」
- 「田中貴志の I Love Music」毎週金曜午前10時10分

## 現在までの主な共演者
ジョニー大倉、ジェームス藤木、村山一海、佐藤秀光、リッキー廣田、コニー、生沢佑一、植田芳暁、林ゆたか、尾藤イサオ、尾藤桃子、岡本信、藤タカシ、中山秀征、あいざき進也、弘田三枝子、ホットレッグス、内海利勝、新井武士